# Vonones
Genre
Synonymes
- Libitioides Roewer, 1912

Vonones est un genre d'opilions laniatores de la famille des Cosmetidae.

## Distribution
Les espèces de ce genre se rencontrent du Sud de l'Amérique du Nord au Nord de l'Amérique du Sud.

## Liste des espèces
Selon World Catalogue of Opiliones (08/08/2021) :
- Vonones granulatus Roewer, 1947
- Vonones malkini Goodnight & Goodnight, 1953
- Vonones octotuberculatus Simon, 1879
- Vonones ornatus (Say, 1821)
- Vonones planus Goodnight & Goodnight, 1942
- Vonones riveti (Roewer, 1914)
- Vonones sayi (Simon, 1879)
- Vonones scabrissima (Roewer, 1912)
- Vonones testaceus Roewer, 1947

## Publication originale
- Simon, 1879 : « Essai d'une classification des Opiliones Mecostethi. Remarques synonymiques et descriptions d'espèces nouvelles. Première partie. » Annales de la Société Entomologique de Belgique, vol. 22, p. 183–241 (texte intégral).